# Valdeavero
Valdeavero ist eine zentralspanische Gemeinde (municipio) mit 1.823 Einwohnern (Stand: 2024) in der Autonomen Gemeinschaft Madrid. 

## Lage
Valdeavero liegt im Zentrum der Gemeinschaft Madrid ca. 30 km nordöstlich von Madrid in einer Höhe von 715 m. 

## Bevölkerungsentwicklung
| 1930 | 1950 | 1970 | 1981 | 1991 | 2001 | 2011 | 2021 |
| ---- | ---- | ---- | ---- | ---- | ---- | ---- | ---- |
| 626  | 595  | 532  | 472  | 507  | 636  | 1360 | 1670 |

## Sehenswürdigkeiten
- Kirche Mariä Himmelfahrt (Iglesia de Nuestra Señora de la Asunción)
- Einsiedelei Johannes der Täufer
- Markgräflicher Palast
- Rathaus

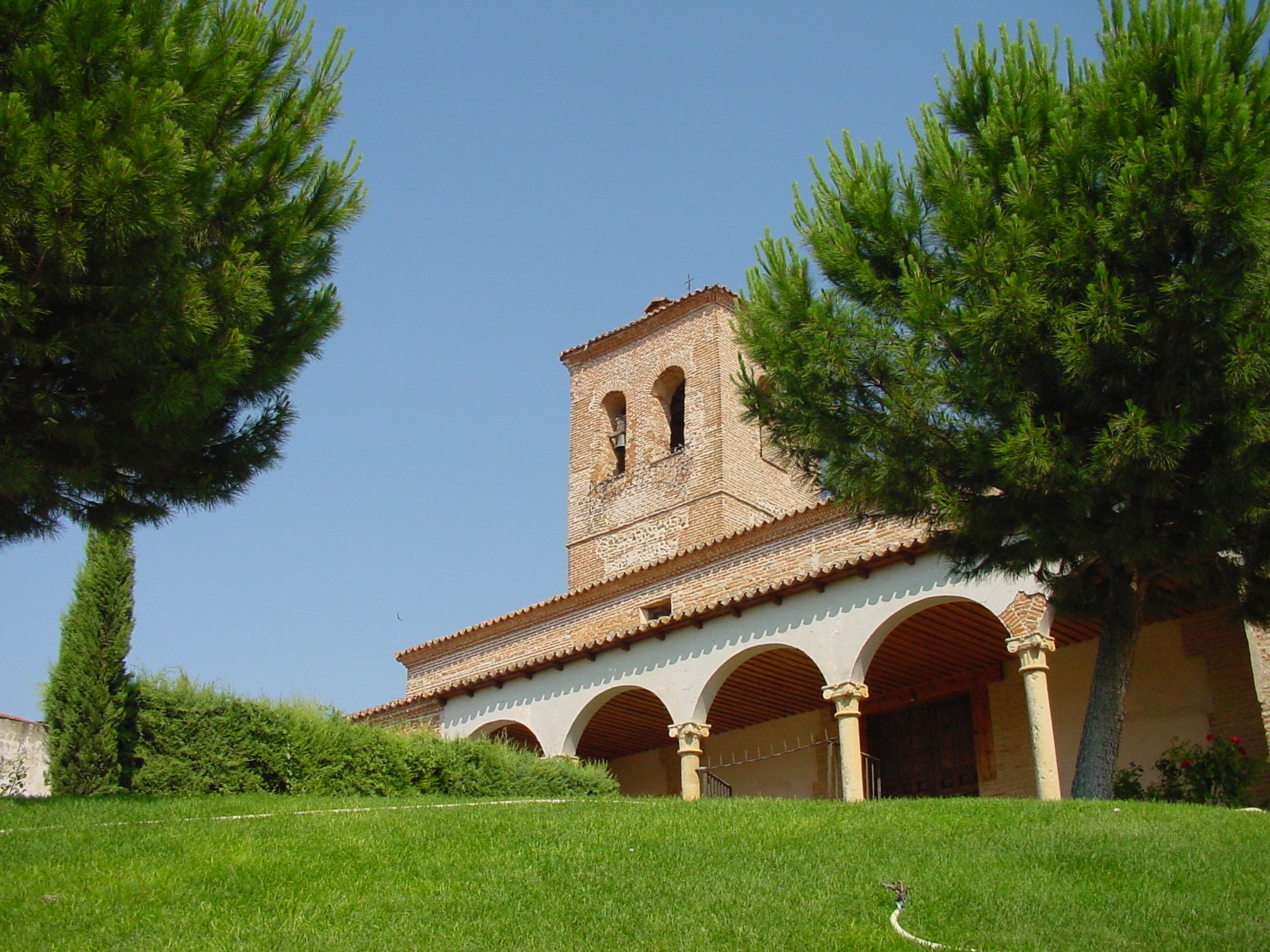
Kirche Mariä Himmelfahrt
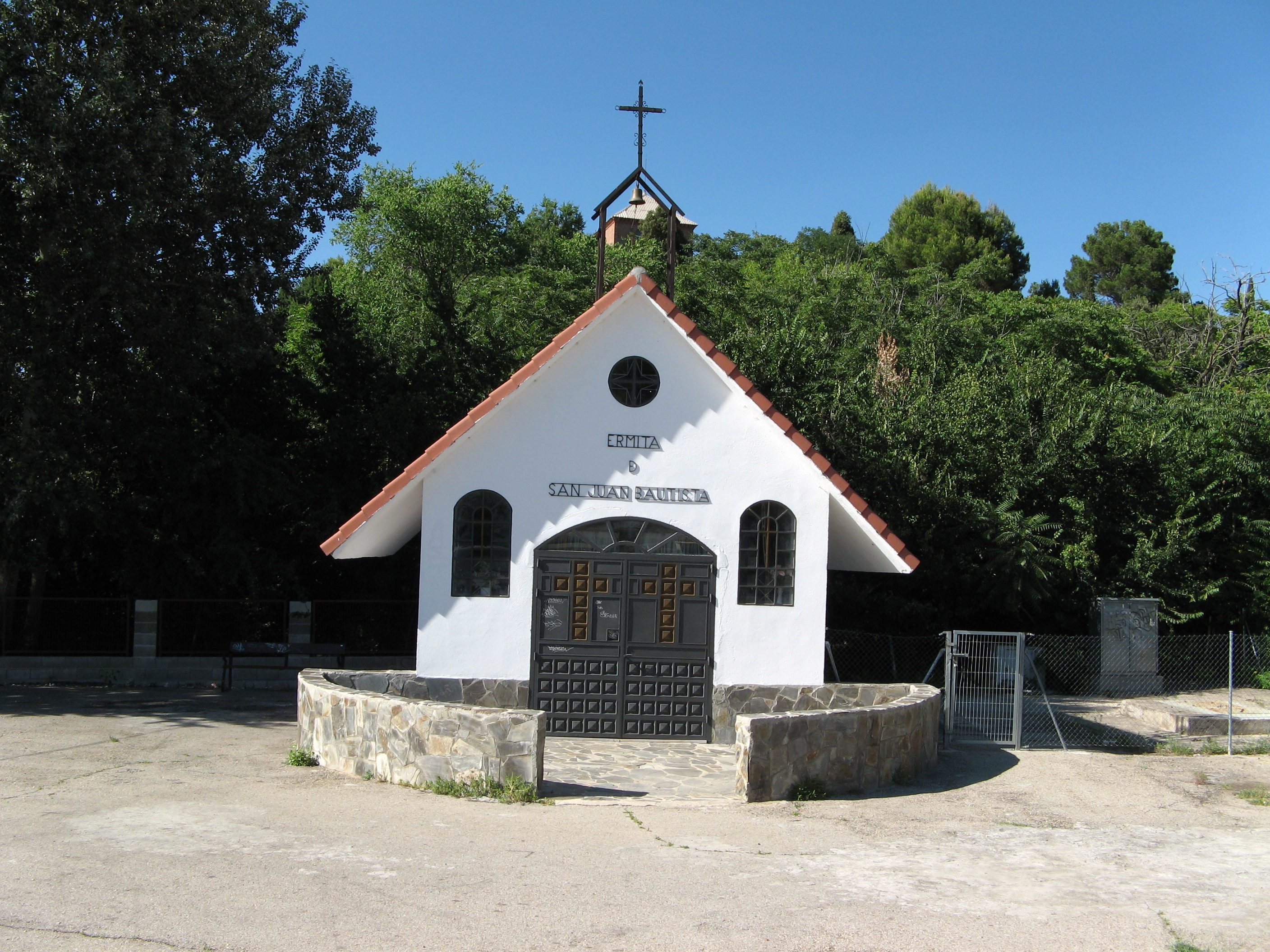
Einsiedelei Johannes der Täufer